# Invitadas. Fragmentos sobre mujeres, ideología y artes plásticas en España (1833-1931)
Invitadas. Fragmentos sobre mujeres, ideología y artes plásticas en España (1833-1931) fue una exposición celebrada en el Museo del Prado de Madrid entre el 6 de octubre de 2020 y el 14 de marzo de 2021.

## Descripción
La exposición Invitadas fue comisariada por el Técnico de Conservación de Pintura del siglo XIX del Museo del Prado, Carlos G. Navarro. Su recorrido se estructuró en diecisiete secciones, las diez primeras dedicadas a la representación de la misoginia en el siglo XIX. Los títulos de estas secciones enuncian la diversidad de sus contenidos. Se inicia el recorrido con el capítulo Reinas Intrusas, seguido de El molde patriarcal, El arte de adoctrinar, Brújulas para extraviadas, Madres a juicio, Desnudas, Censuradas, La reconstrucción de la mujer castiza, Náufragas y Modelos en el taller. En la segunda parte de la exposición se mostraban obras de mujeres artistas que trabajaron con diferentes géneros y técnicas, estas en las que las mujeres tuvieron la posibilidad de ejercer, desde las miniaturistas, copistas, retratistas, bodegonistas, etc. Esta segunda parte estaba clasificada en siete seccionesː Pintoras en miniatura, Las primeras fotógrafas, Señoras “copiantas”, Reinas y pintoras, Las viejas maestras y las “verdaderas pintoras”, Señoras antes que pintoras y Anfitrionas de sí mismas.

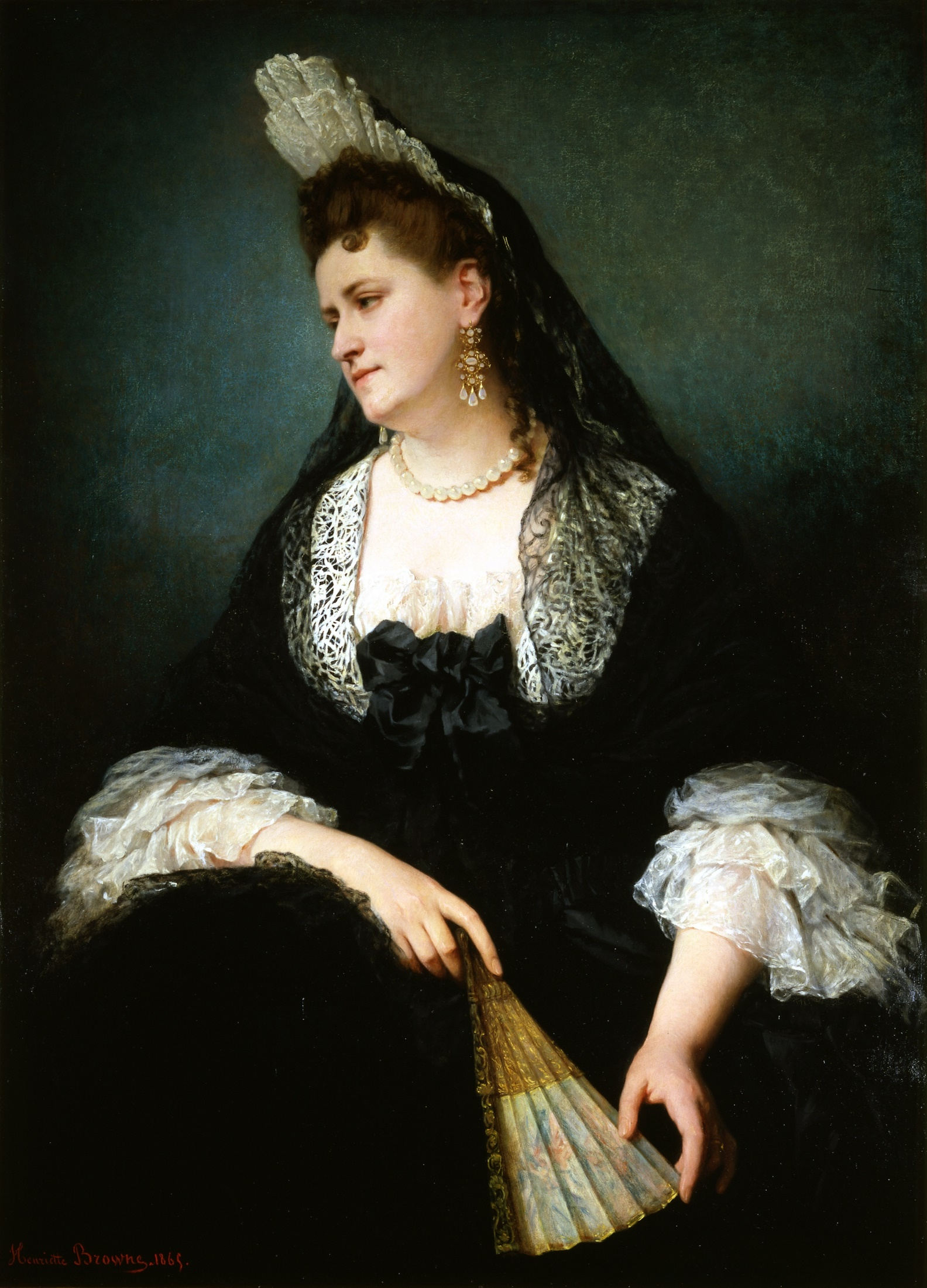
Henriette Browne, Retrato de madame Anselma (Alejandrina Gessler), 1865.

## Relación de autoras
Para la celebración de esta exposición se recopilaron obras procedentes de los fondos del Museo del Prado y de diferentes museos y colecciones como de Patrimonio Nacional, Museo Thyssen etc. Algunas pinturas realizadas por mujeres, nunca fueron expuestas al público, tuvieron que ser restauradas ya que se encontraban en muy mal estado de conservación y confinadas en los depósitos del Museo del Prado, como se demostró con la primera pintura en el recorrido de la exposición: Escena de familia, atribuida en principio a Concepción Mejía de Salvador, sin embargo fue realizada por el pintor Adolfo Sánchez Megías. Una vez detectado el error, la obra fue retirada de la exposición.
Otras artistas con obras en esta exposición procedentes de la colección del Museo del Prado son: Catharina Ykens II (1659-dp. 1737); Margarita Caffi (h. 1662-h. 1700); Sophie Liénard (1809-1878); Marguerite Marie Benoit (act. h. 1865-1925); Teresa Nicolau Parody (1817-1895); la fotógrafa Jane Clifford; Joaquina Serrano y Bartolomé (1857-1887); María Cristina de Borbón, reina de España (1806-1878); Emília Coranty Llurià (1862-1944); Julia Alcayde Montoya (1855-1939); Fernanda Francés Arribas (1862-1938), María Luisa de la Riva y Callol de Muñoz (1865-1926), Rosario Weiss (1814-1843), Rosa Bonheur (1822-1899), Concepción Figuera Martínez y Güertero (conocida como Luis Lármig) (doc. 1887-97, Flora López Castrillo (1878-doc. hasta 1948) y Elena Brockmann y Llanos (1865-1946). 

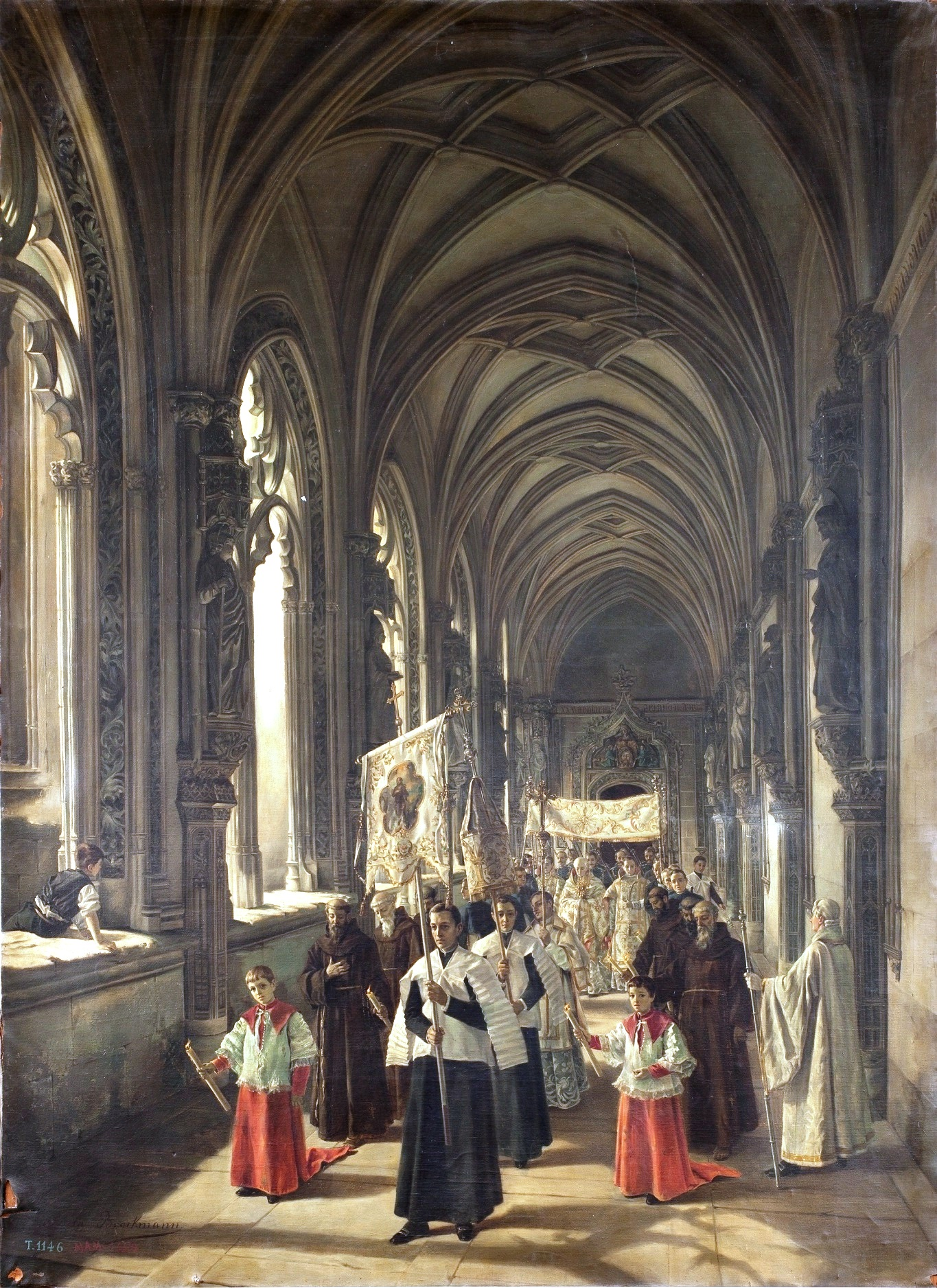
Paso de una procesión por el claustro de San Juan de los Reyes de Toledo, de Elena Brockmann, c. 1892.

Obras de otras artistas en esta exposición proceden de Colecciones Reales. Patrimonio Nacional: Adriana Rostán, la Griega (act. en España 1830-89); Isabel II, reina de España (1830-1904); Amalia de Borbón, infanta de España (1834-1905); María Cristina de Borbón, reina de España (1806-1878); Paula Alonso Herreros (¿?-¿?); Emilia Carmena de Prota (Emilia Carmena Monaldi) (1823-1900); Hélène Feillet (1812-1889); Marie-Adélaïde Kindt (1804-1893); Euphémie Muraton (1840-1914); Cécile Ferrère (1847-1931). Y de otras colecciones privadas y públicas: Francisca Stuart de Sindici (1858-h. 1929); Emilia Menassade (1860-doc. 1897); Teresa Nicolau Parody (1817-1895); Henriette Browne (Sophie de Bouteiller) (1829-1901); Madame Anselma (Alejandrina Gessler de Lacroix) (1831-1907); Lluïsa Vidal (1876-1918); María Luisa Puiggener (1867-1921); Aurelia Navarro Moreno (1882-1968); Helena Sorolla García (1895-1975); María Roësset Mosquera, MaRo (1882-1921); y María Antonia de Bañuelos Thorndike (1855-1921).

## Catálogo
El catálogo cuenta con textos firmados por diferentes especialistas ordenados en capítulos, como el introductorio del comisario de la exposición tituladoːLas invitadas y sus anfitriones: De Rosario Weiss a Elena Brockmann.
- (cap I ) En torno al concepto de calidad y otras falsedades del discurso impuesto, Estrella de Diego.
- (cap II) Las mujeres en el sistema artístico español: 1833-1931, Mathilde Assier.
- (cap III) Las mujeres artistas ante la crítica de arte del siglo XIX, Eugenia Afinoguénova.
- (cap IV) «¿No sería mejor que en vez de pintar platos los fregase?» La caricatura de las mujeres en el mundo del arte; Carlos Reyero.
- (cap 1) Reinas Intrusas, Carlos G. Navarro.
- (cap 2) Adoctrinamiento de la mujer burguesa, algunas imágenes oficiales, Carlos G. Navarro.
- (cap 3) Brújulas para extraviadas, Pinturas moralizantes para magdalenas modernas, Carlos G. Navarro.
- (cap 4) Desnudas hasta un límite, Carlos Reyero.
- (cap 5) Censuradas, Carlos Reyero.
- (cap 6) La sociedad de amigos del arte y la edición castiza de la imagen de la mujer; Carolina Miguel Arroyo.
- (cap 7) Raimundo de Madrazo y las mujeres, A propósito del mercado de pintura preciosista, Amaya Alzaga Ruiz.
- (cap 8) Náufragas, María Cruz de Carlos Varona.
- (cap 9) Aficionadas, pintoras y muniaturistas en la España de la primera mitad del siglo XIX, Asunción Cardona Suances.
- (cap 10) La fotografía, una profesión nueva para las mujeres, María de los Santos García Felguera.
- (cap 11) Las señoras "copiantas" , Mujeres con pinceles en el Museo del Prado del siglo XIX , Juan Ramón Sánchez del Peral y López.
- (cap 12) Reinas y pintoras , Amaya Alzaga Ruiz y Carlos G. Navarro.
- (cap 13) Cuestión de Género, María Cruz de Carlos Varona.
- (cap 14) Escultoras españolas entre 1833 y 1931, casi una ficción, Leticia Azcue Brea.
- (cap 15) Artistas Pioneras en el tránsito a la modernidad. María Dolores Jiménez-Blanco.
- (cap 16) Las mujeres y el cine, pioneras detrás de la cámara (o a un lado), Estrella de Diego.

## Antecedentes
No fue la primera vez que se celebró en España una exposición sobre la representación de la misoginia en el siglo XIX; ni sobre la representación estereotipada de las mujeres en el siglo XIX; ni sobre artistas en España en el siglo XIX en las últimas décadas. Aunque generalmente estos temas fueron tratados de manera independiente, las exposiciones antecedentes más semejantes fueron: 
El eterno femenino. Retratos entre dos siglos, celebrada en Ibercaja Patio de la Infanta, Zaragoza, 2013-2014, comisariada por Dolores Durán Úcar. Sobre la representación de la misoginia en el siglo XIX: Perversas y Fatales. La imagen de la mujer en el arte español 1885-1930 (Zaragoza, 2016), comisariada por Concha Lomba. Perversidad, Museo Thyssen de Málaga, 2019. Sobre los estereotipos de la mujer en este periodo: La imagen de la mujer en la plástica contemporánea española (Museo Pablo Serrano, 2003), comisariada por Concha Lomba; La imagen previsible, Sala Ángel de la Hoz del CDIS, Santander (2014), comisariada por Manuela Alonso Laza.

### Exposiciones individuales y colectivas en España
Relación de algunas exposiciones anteriores a la exposición Invitadas celebrada en el Museo del Prado, tanto individuales como colectivas dedicadas a artistas españolas y activas en España durante este periodo (1833-1931) fueron, entre otras: Maruja Mallo, gal. Guillermo de Osma, Madrid (1992); Fuera de orden. Mujeres de la vanguardia española, Fundación Mapfre, Madrid (1997); María Blanchard, Museo Reina Sofía, Madrid (2012); María Blanchard cubista, Fundación Botín, Santander (2012); Pintoras en España 1859-1926. De María Luisa de la Riva a Maruja Mallo (2014), comisariada por Concha Lomba; Dibujos de Rosario Weiss en la Colección Lázaro, Fundación Lázaro Galdiano, Madrid (2015), comisariada por Carlos Sánchez Díez; Dibujos de Rosario Weiss (1814-1843), Biblioteca Nacional, Madrid (2018), comisariada por Carlos Sánchez Díez; Helena Sorolla, escultora, Museo Sorolla, Madrid (2015); Mujeres en vanguardia. La Residencia de Señoritas en su centenario (1915-1936), Residencia de Estudiantes, Madrid (2016); Olga Sacharoff, Museo de Arte de Gerona (2017); Sonia Delaunay. Arte, diseño y moda, Museo Thyssen-Bornemisza, Madrid (2017); Mujeres surrealistas: Leonora Carrington, Frida Kahlo, Dora Maar, Maruja Mallo, Lee Miller, Ángeles Santos, Valentine Hugo y Remedios Varo, Galería Mayoral, Barcelona (2017); Marianne Breslauer, MNAC, Barcelona (2017); Lluïsa Vidal. Pintora del modernismo, Museo Nacional de Arte de Cataluña, Barcelona (2017); Dibujantas, Museo ABC de Dibujo e Ilustración, Madrid (2019), comisariada por Marta González Orbegozo y Josefina Alix; Ellas brillaron en la penumbra. Mujeres artistas en la primera mitad del siglo XX en la Región de Murcia, MURAM, Cartagena (2019); Jane Clifford, El Tesoro del Delfín, MUN, Museo Universidad de Navarra, Pamplona (2019); Marcelina Poncela. Paisajes y personajes (1864-1917), MUVA, Valladolid (2019).

### Exposiciones individuales y colectivas en Europa y América
En los últimos años también se realizaron en el panorama internacional exposiciones sobre la misoginia decimonónica, como The Fallen Woman, The Foundling Museum, Londres (2016), comisariada por Lynda Nead. Y numerosas exposiciones colectivas con el fin de recuperar a las artistas del siglo XIX. Después de la primera gran exposición Women Artists: 1550‐1950, comisariada por Linda Nochlin y Ann Sutherland Harris, LACMA y Museo Brooklyn, Nueva York (1977) y las exposiciones dedicadas a las artistas del siglo XIX por el National Museum of Women in Arts en Washington. Pasando ya a la década de 2010 se celebraron, entre otras: Printing Women: Three Centuries of Female Printmakers, 1570–1900, New York Public Library (2015); Modern Scottish Women | Painters and Sculptors 1885-1965, Scottish National Gallery Of Modern Art (Modern Two), (2016); Storm Women. Women Artists of the Avant-Garde in Berlín, 1910-1932, Schirn Kunsthalle Frankfurt (2016); Her París: Women Artists in the Age of Impressionism, Denver Art Museum (2018); Pre-Rafalite Sisters, National Portrait, Londres (2019); Fighting for Visibility. Women Artists in the Nationalgalerie before 1919, Alte Nationalgalerie, Berlín (2019-2020); Irreverentes. Artistas mujeres en el acervo del Museo Nacional de Artes Visuales, MNAV, Montevideo (2019); Yo soy mi propia musa. Pintoras latinoamericanas de entreguerras (1919-1939), Museo Nacional de Bellas Artes, Santiago de Chile (2019); Historias de las mujeres, MASP, São Paulo (2019); Las chicas de la Bauhaus, Angermuseum Erfurt/Kunstmuseum Erfurt (2019); Lessico femminile. Le donne tra impegno e talento 1861-1926, Palacio Pitti, Florencia (2019); By Their Creative Force: American Women Modernists, Baltimore Museum of Srt (2019-2020); Masters Women, The Scottish Gallery, Edimburgo (2020). En ninguna de estas exposiciones se ha unido el tema de la representación de la misoginia decimonónica con el estudio de las obras de las artistas del siglo XIX.

## Algunas reacciones sobre la exposición en los medios
La mayoría de los medios de prensa en España optaron por reflejar la exposición a través de la publicación de crónicas sobre la rueda de prensa y la visita el día de su inauguración. Excepcionalmente, Estrella de Diego le dedicó en el diario El País una columna en la cual dedicaba -solo dos líneas- a las artistas en la exposición. Rocío de la Villa en su crítica a la exposición en El Cultural de El Mundo, señaló que se trataba de dos exposiciones en una: la primera parte y más extensa dedicada a la representación de la misoginia; y una segunda parte dedicada a las artistas activas en España durante el periodo tratado. La exposición muestra la carencia de muchas artistas mujeres del citado período.
El Museo del Prado, a los pocos días de su inauguración, retiró el óleo Escena de familia con el que se abría el recorrido de la exposición; dicha tela era emblemática del mal estado y el descuido de las obras de artistas mujeres por parte del Estado. La historiadora del arte Concha Díaz Pascual en su blog Cuaderno de Sofonisba demostró que el óleo Escena de familia atribuido a Concepción Mejía de Salvador, en realidad se trataba de La marcha del soldado del pintor Adolfo Sánchez Mejías.
La exposición gozó de gran expectación antes de su inauguración, aunque su título Invitadas. Fragmentos sobre mujeres, ideología y artes plásticas en España (1833-1931) despertó la incertidumbre desde el primer momento. Difundida por el director del Museo del Prado, Miguel Falomir, como “la apuesta más ambiciosa del Museo del Prado hasta la fecha por dar visibilidad a las mujeres tanto en su condición de artífices, artistas, como de sujeto (sic) de la pintura”. Una vez inaugurada se comprobó que más bien tenía “como objetivo ofrecer una reflexión sobre el modo en el que los poderes establecidos defendieron y propagaron el papel de la mujer en la sociedad a través de las artes visuales, desde el reinado de Isabel II hasta el de su nieto Alfonso XIII”.
La imagen de difusión de esta exposición antes de la rueda de prensa: la pintura Falenas (1920) del pintor Carlos Verger Fioretti, representando femme fatal, provocó la indignación entre las críticas, comisarias y teóricas del arte feministas, vehiculadas por un llamamiento a escribir al Departamento de Comunicación del Museo del Prado, dirigido por Carlos Chaguaceda, denunciando la elección de dicha imagen y el título de la exposición. En la rueda de prensa de la exposición el 6 de octubre de 2020, asistieron Javier Solana, como presidente del Patronato del Museo, Miguel Falomir como director del museo y el comisario Carlos G. Navarro. Avisaron de que la exposición podía resultar polémica. Posteriormente, el comisario Carlos G. Navarro insistió en que la exposición mostraba el punto de vista del misógino sistema artístico en España durante el siglo XIX, que condicionó la historia de la colección del Museo del Prado.

### M-Arte y Cultura Visual
La revista M-arte y Cultura Visual desde la perspectiva de género concentró las opiniones de destacadas académicas que analizaron exhaustivamente la exposición y el catálogo, criticaron el proyecto expositivo, su difusión e incluso el merchandising y respondieron con varios artículos publicados comoː
- "No es el museo, es el siglo XIX " Marián López-Fernández Cao (UCM).[19]
- "Las Invitadas del Museo del Prado y su catálogo" Maite Méndez (UMA).[20]
- "Una caja de Pandora, la exposición "Invitadas en el Museo del Prado" Isabel Tejeda (UM).[15]
- "Modos de mirar "de Haizea Barcenilla (UPV).[21]
- "Usted primero" de Ana Quiroga.[22]
- "¿Tienen que ser invitadas las mujeres para estar en el Museo?" de Semiramis González, este artículo se publicó también en El HuffPost.[23][24]
- "Invitadas, atribuciones" de Concha Díaz Pascual, publicado inicialmente en el blog Cuaderno de Sofonisba el 13 de octubre de 2020.[3]
- Invitadas, El Museo del Prado responde.[25]
- El problema de Invitadas en el Pradoː Materia y Metodología por Amparo Serrano de Haro y África Cabanillas.[26]
- Invitadas con derecho a quedarse, por Ana de Blas.[27]
- Museo del Prado Ideologías y Patrimonios •Invitadas, por Ana DMatos.[28]
- Las rechazadas del siglo XIX por Rocío de la Villa.[29]

### Otros medios
Son numerosos los medios que se hicieron eco de la exposición, las primeras reacciones fueronː
- "Las rechazadas del siglo XIX " Rocío de la Villa , El Cultural del Mundo.[30]
- "Un molesto invitado se cuela en el Prado" Natividad Pulido, el ABC.[31]
- "El Prado retira una obra de la muestra "Invitadas" por dudas de su autoría femenina", Agencia EFE.[32][33]
- "'Invitadas' y humilladas: la exposición más importante del año retrata las vergüenzas del patriarcado y del Prado," José Antonio Luna, El Diario.es.[34]
- "El mascarón de proa de la exposición se ha caído, y con eso también el discurso " Entrevista a la historiadora que destapó el error en 'Invitadas' del Prado, El Diario.es.[35]
- "La invitada al Prado resultó ser un invitado". por Silvia Hernando, El País.[36]
- "El Observatorio MAV considera que Invitadas es una "oportunidad perdida"" La Vanguardia.[37]
- "Las cuatro invitadas desde Málaga a la nueva exposición del Museo del Prado" , Antonio Javier López, El Diario Sur.[38]
- "Prado first post lockdown show reignites debate over misogyny." The Guardian .[39]
- "Historia ilustrada de la misoginia en el Museo del Prado", Javier Diaz-Guardiola en el ABC Cultural.[40]
- "Dos asociaciones de mujeres en el arte critican la exposición Invitadas del Prado" Claudia por Vila Galán, en El País.[41]
- "Why the Prado’s Show on Women in Art Is Facing Accusations of Misogyny" por Isis Davis-Marks, Smithsonian Magazine.[42]
- "Exhibition In The Prado Museum Sparks Misogyny Controversy", por Antonis Chaliakopoulos, The Collector[43]
- "Las Invitadas que salieron respondonas", por Laura Freixas, La Vanguardia.[44]
- "El Prado refleja en 'Invitadas' la misoginia del sistema artístico, pero no escapa de ella". France24.[45]
- "Abrir la granada" por Ängela Molina en Babelia de El País[46]
- "Cinco razones por las que la exposición feminista Invitadas del Museo del Prado no lo es tanto". Entrevista a Marian Lopez Fernandez Cao en El Diario.es.[47]

### Comunicados
La asociación MAV, Mujeres en las Artes Visuales, emitió un comunicado manifestando su desacuerdo con esta exposición y la política del Museo del Prado hacia las mujeres. El comunicado fue una Carta abierta a los Ministerios de Educación, Cultura y de Igualdad. Así mismo, RIAF, Red de Investigaciones Arte Feministas, emitió otro comunicado que fue firmado por centenares de investigadoras.